# Cubnezais
Cubnezais település Franciaországban, Gironde megyében. Lakosainak száma 1877 fő (2022. január 1.). Cubnezais Cézac, Gauriaguet, Marsas és Peujard községekkel határos.

## Népesség
A település népességének változása:
| Lakosok száma | 481  | 832  | 1045 | 1137 | 1393 | 1430 | 1499 | 1650 | 1726 | 1877 |
|               | 1968 | 1982 | 1990 | 2006 | 2013 | 2015 | 2017 | 2019 | 2020 | 2022 |